# Andrea Ernst
Andrea Ernst (geboren in Oberösterreich) ist eine österreichische Filmemacherin, Autorin, Dramaturgin und langjährige Fernsehredakteurin. Sie ist Gründungsmitglied der Organisation Frauen*solidarität und war Vorsitzende des Journalistinnenbunds in Deutschland. Sie ist Vorstandsmitglied der feministischen Filmorganisation FC Gloria – Frauen Vernetzung Film.

## Leben und Karriere
Andrea Ernst arbeitete bereits während ihres Studiums als freie Autorin für den ORF und veröffentlichte Sachbücher, u. a. im Kölner Verlag Kiepenheuer & Witsch. Sie führte Co-Regie in mehreren ORF-Fernsehprojekten und zog später von Wien nach Köln. Für den Westdeutschen Rundfunk (WDR) war sie zunächst als freie Autorin tätig, entwickelte eigene Formate und wurde 1997 Redakteurin. Von 2002 bis 2007 war sie stellvertretende WDR/ARTE-Beauftragte, danach leitete sie im Bereich Kultur und Wissenschaft eine Redaktion.
Für den WDR und die ARD verantwortete sie über zehn Jahre lang zahlreiche nationale und internationale Dokumentarfilme, darunter vielfach ausgezeichnete Kinoproduktionen. Sie war zudem von 2005 bis 2011 Mitglied des Auswahlgremiums des Filmfonds Wien, lehrte als Dozentin, lehrte als Dozentin, wird regelmäßig als Expertin zu Diskussionsveranstaltungen eingeladen und ist Mitglied in Fachjuries.
Seit 2019 arbeitet sie freiberuflich als Dramaturgin, Filmemacherin und Publizistin. Ihre Themenschwerpunkte liegen in gesellschaftlich relevanten Fragen wie nachhaltige Ernährung, Umwelt, Frauenrechte und Gesundheit.
Andrea Ernst war Vorsitzende des Journalistinnenbundes (2011–2015) und engagiert sich für feministische und entwicklungspolitische Anliegen. Als Mitglied der Frauen*solidarität kuratiert sie Veranstaltungen und publiziert zu globalen Frauenbewegungen.

## Rezeption
Die von Andrea Ernst redaktionell verantworteten Dokumentarfilme wurden vielfach international für Preise nominiert oder ausgezeichnet. Ihre Filme wurden auf Festivals wie der Diagonale gezeigt und als Schulkinofilme eingesetzt.

## Filmografie (Auswahl)
- 2019: Nachhaltig Bauen – Wie man Schutt in Rohstoffe verwandelt (ARTE/ZDF)
- 2019: Wenn die Rohstoffe knapp werden – Bauen mit Schutt (ORF/3sat)[17]
- 2020: Anders essen – Das Experiment (Co-Regie mit Kurt Langbein)[18][19]
- 2020: Die Ernährungsfalle – Wie die Zukunft des Essens gelingen kann (Co-Regie mit Kurt Langbein)[20][21]
- 2020: Weiyena – Ein Heimatfilm (dramaturgische Beratung, Produktion)[22]
- 2021: Gesunder Schlaf – Wie wir erholt aus der Nacht kommen (TV-Dokumentation, ARD alpha)[23]

## Publikationen (Auswahl)
- Mit Kurt Langbein, Hans Weiss: Gift, Grün – Chemie in der Landwirtschaft und die Folgen. dtv, München 1988, ISBN 978-3-423-10914-7.
- Eric Pleskow – Ein Leben für den Film. Picus Verlag, Wien 2008, ISBN 978-3-85452-632-2.[24]
- Global Female Future – Wie feministische Kämpfe Arbeit, Ökologie und Politik verändern. Kremayr & Scheriau, Wien 2022, ISBN 978-3-218-01361-1.